# XI. Internationale Brigade

Flagge der Interbrigaden

Die XI. Internationale Brigade, mit der späteren Bezeichnung „Thälmann-Brigade“, kämpfte für die Zweite Spanische Republik im Spanischen Bürgerkrieg als Brigade der Internationalen Brigaden. Die XI. Internationale Brigade wurde mehrmals umgruppiert.
Die XI. Internationale Brigade wurde vor allem dadurch bekannt, dass die Brigade in den  Stunden der republikanischen Verteidigung von Madrid, im November 1936, mit hohen Verlusten half, einen Großangriff von nationalistischen Truppen abzuwehren.

## IX. Brigada Móvil de Choque
Nach der Umgruppierung der ersten Internationalen Centurien zu Bataillonen erfolgte am 22. Oktober 1936 mit vier internationalen Bataillonen die Formierung einer motorisierten Brigade, der IX. Brigada Móvil de Choque. Die Brigade hatte nach der Formierung die folgende Struktur.
- Französisches-Belgisches Bataillon (14. Oktober 1936)
- Deutsches Bataillon (14. Oktober 1936)
- Italienisch-Spanisches Bataillon (14. Oktober 1936)
- Polnisches-Balkan Bataillon (17. Oktober 1936)

Am 25. Oktober wurden des Weiteren das Thälmann-Bataillon und eine Artilleriebatterie in die IX. Brigada Móvil de Choque eingegliedert. Nach der Eingliederung hatte die mobile internationale Brigade die folgende Gliederung:
- I. Commune-de-Paris-Bataillon
- II. Edgar-André-Bataillon
- III. Garibaldi-Bataillon
- IV. Dąbrowski-Bataillon
- V. Thälmann-Bataillon

In Folge wurde am 1. November 1936 aus der IX. Brigada Móvil de Choque die XI. Internationale Brigade formiert.

## XI. Internationale Brigade

### Verteidigung von Madrid
Aufgrund der verlustreichen Kämpfe im November bei der Verteidigung von Madrid mussten die Bataillone der XI. Internationalen Brigade zusammengelegt werden. Das Thälmann-Bataillon und das Garibaldi-Bataillon wurden neu aufgestellt. Nach der Neuformierung in Albacete, dem Hauptquartier der Internationalen Brigaden, wurden aber die beiden Bataillone der XII. Internationalen Brigade zugeteilt. Nach den Novemberkämpfen in Madrid bestand die XI. Internationale Brigade nur noch aus den folgenden Bataillon:
- I. Edgar-André-Bataillon
- II. Commune-de-Paris-Bataillon
- III. Dąbrowski-Bataillon

Im Dezember erfolgte zur Sprachhomogenisierung eine Neustrukturierung der XI. und der XII. Internationalen Brigade. Nach einer Liste vom 3. Dezember 1936 wurde das Thälmann-Bataillon wieder Teil der XI. Internationalen Brigade:
- I. Edgar-André-Bataillon
- II. Commune-de-Paris-Bataillon
- III. Dąbrowski-Bataillon
- IV. Thälmann-Bataillon

Am 4. Dezember 1936 erfolgte endgültig die Neustrukturierung der XI. und der XII. Internationalen Brigade nach Sprachgruppen. Nach der Umgruppierung hatte die XI. Internationale Brigade die folgende Zusammensetzung:
- I. Edgar-André-Bataillon
- II. Commune-de-Paris-Bataillon
- III. Thälmann-Bataillon
- IV. Asturias-Heredia-Bataillon

Aufgrund der Tatsache, dass das Asturias-Heredia-Bataillon zu den besten spanischen Bataillonen gehörte, wurde das Bataillon von der XI. Internationalen Brigade getrennt.

### Las Rozas
Zu Beginn der Kämpfe bei Las Rozas, im Januar 1937, bestand die XI. Internationale Brigade aus drei Internationalen Bataillonen, den Stammbataillonen, und aus sechs spanischen Bataillonen. Während der Kämpfe hatte die XI. Internationale Brigade die folgende Zusammensetzung:
- I. Edgar-André-Bataillon
- II. Commune-de-Paris-Bataillon
- III. Thälmann-Bataillon
- + Sechs unbekannte  spanische Bataillone, eventuell waren zwei der sechs Bataillone das Madrid-Bataillon und das Pacifico-Bataillon.

Nach einem Streit über den Sold entschied die militärische Leitung der Internationalen Brigaden, sich wieder von den sechs spanischen Bataillonen zu trennen.

### Murcia
Aufgrund der Verluste der XI. Internationalen Brigade bei Las Rozas erfolgte vom 19. Januar bis zum 23. Januar 1937, nach der Verlegung der Brigade nach Murcia, die Neuformierung der XI. Internationalen Brigade. Nach der Integration von Spaniern bestand die XI. Internationale Brigade zur Hälfte aus Spaniern. Ab dem 29. Januar 1937 erfolgte eine weitere Integration von zwei spanischen Bataillonen in die XI. Internationale Brigade. Nach dieser Eingruppierung hatte die XI. Internationale Brigade die folgende Zusammensetzung:
- I. Edgar-André-Bataillon
- II. Commune-de-Paris-Bataillon
- III. Thälmann-Bataillon
- + Zwei unbekannte spanische Bataillone

Am 4. Februar erhielt die XI. Internationale Brigade, ohne die beiden spanischen Bataillone, den Abmarschbefehl zur Zentrumsfront nach Morata de Tajuña bei Madrid.

### Schlacht am Jarama
Direkt nach dem Eintreffen der XI. Internationale Brigade am 11. Januar 1937 in Madrid wurden drei neue spanische Bataillon in die XI. Internationale Brigade eingruppiert. Nach dieser Umgruppierung hatte die XI. Internationale Brigade die folgende Zusammensetzung:
- I. Edgar-André-Bataillon
- II. Commune-de-Paris-Bataillon
- III. Thälmann-Bataillon
- IV. unbekanntes spanisches Bataillon
- + Teruel-Bataillon
- + Primero-de-Mayo-Bataillon

Nach der Schlacht am Jarama wurde das vierte spanische Bataillon auf die drei Stammbataillone der XI. Internationalen Brigade aufgeteilt. Zudem erfolgte die Verlegung der beiden anderen spanischen Bataillone in eine andere spanische Brigade.

### Schlacht von Guadalajara
Vor der Schlacht von Guadalajara hat die XI. Internationale Brigade die folgende Zusammensetzung:
- I. Edgar-André-Bataillon
- II. Commune-de-Paris-Bataillon
- III. Thälmann-Bataillon
- IV. Pasionaria-Bataillon[14]

Ab dem 12. März 1937, während der Schlacht von Guadalajara, wurde ein weiteres spanisches Bataillon der XI. Internationalen Brigade zugeteilt. Nach der Zuteilung des Apoyo-Bataillons hatte die Brigade die folgende Zusammensetzung:
- I. Edgar-André-Bataillon
- II. Commune-de-Paris-Bataillon
- III. Thälmann-Bataillon
- IV.  Pasionaria-Bataillon[16]
- V. Apoyo-Bataillon[17]

Nach der Schlacht von Guadalajara verblieb nur das Pasionaria-Bataillon bei der XI. Internationale Brigade.
- I. Edgar-André-Bataillon
- II. Commune-de-Paris-Bataillon
- III. Thälmann-Bataillon
- IV. Pasionaria-Bataillon[18]

Nach der Verlegung des Pasionaria-Bataillons zu einer spanischen Brigade erfolgte die Integration eines neuen spanischen Bataillons in die XI. Internationale Brigade, das andalusische Triana-Bataillon, mit der Maßgabe, dieses Bataillon aufzulösen und die Andalusier auf die internationalen Bataillone zu verteilen.
- I. Edgar-André-Bataillon
- II. Commune-de-Paris-Bataillon
- III. Thälmann-Bataillon
- IV. Triana-Bataillon

### Umgruppierung der XI. Internationale Brigade vor der Schlacht von Brunete
Vor der Schlacht von Brunete im Juli 1937 erfolgte eine weitere Neugruppierung der Internationalen Brigaden. Die Brigade hatte nach der Umgruppierung die folgende Zusammensetzung:
- I. Edgar-André-Bataillon
- II. Thälmann-Bataillon
- III. Hans-Beimler-Bataillon
- IV. 12.-Februar-Bataillon

## Auflösung der XI. Internationalen Brigade
Am 24. September 1938 musste die Regierung der Spanischen Republik, unter anderem wegen des Drucks vom Völkerbund, die Internationalen Brigaden auflösen.

### 1966

20+10 Pfennig-Sondermarke der DDR-Post 1966 mit Heinrich Rau als Spanienkämpfer

## Personen

### Kommandeure
| Name                            | Land         | Zeit                       |
| ------------------------------- | ------------ | -------------------------- |
| Jean-Marie François             | Frankreich   | Oktober – November 1936    |
| Manfred Stern („Emilio Kléber“) | Deutschland  | November 1936              |
| Hans Kahle („Jorge Hans“)       | Deutschland  | November 1936 – März 1937  |
| Richard Staimer                 | Deutschland  | März – November 1937       |
| Heinrich Rau                    | Deutschland  | November 1937 – April 1938 |
| Ferenc Münnich („Otto Flatter“) | Ungarn       | April – Oktober 1938       |
| Américo Brizuela Cuenca         | Republikaner | Oktober 1938 – Januar 1939 |